# منيرة رحمن
منيرة رحمن (بالإنجليزية: Monira Rahman)‏ هي ناشطة حقوق الإنسان بنغلاديشية وباكستانية، ولدت في 1966.